# Lennox (Californie)
Pour les articles homonymes, voir Lennox.
Lennox est une census-designated place située dans le comté de Los Angeles, dans l’État de Californie, aux États-Unis. Sa population s’élevait à 22 753 habitants lors du recensement de 2010, dont une majorité de Latinos.

## Démographie
| Groupe            | Lennox | Californie | États-Unis |
| ----------------- | ------ | ---------- | ---------- |
| Autres            | 51,9   | 17,0       | 6,2        |
| Blancs            | 37,9   | 57,6       | 72,4       |
| Métis             | 4,4    | 4,9        | 2,9        |
| Afro-Américains   | 3,4    | 6,2        | 12,6       |
| Amérindiens       | 0,9    | 1,0        | 0,9        |
| Asiatiques        | 0,8    | 13,1       | 4,8        |
| Océaniens         | 0,8    | 0,4        | 0,2        |
| Total             | 100    | 100        | 100        |
|                   |        |            |            |
| Latino-Américains | 93,0   | 37,6       | 16,7       |

Selon l’American Community Survey, pour la période 2011-2015, 87,36 % de la population âgée de plus de 5 ans déclare parler l’espagnol à la maison, 10,16 % déclare parler l’anglais, 0,91 % une langue africaine et 1,57 % une autre langue.
| Indicateur                             | Lennox   | États-Unis |
| -------------------------------------- | -------- | ---------- |
| Personnes de moins de 5 ans            | 8,3 %    | 6,1 %      |
| Personnes de moins de 18 ans           | 29,1 %   | 22,6 %     |
| Personnes de plus de 65 ans            | 5,1 %    | 15,6 %     |
| Femmes                                 | 50,9 %   | 50,8 %     |
| Personnes par foyer                    | 4,05     | 2,64       |
| Vétérans                               | 1,3 %    | 8,0 %      |
| Personnes nées étrangères à l'étranger | 45,6 %   | 13,2 %     |
| Personnes sans assurance maladie       | 26,5 %   | 10,2 %     |
| Personnes avec un handicap             | 5,3 %    | 8,6 %      |
| Revenus annuels                        | 14 350 $ | 29 829 $   |
| Personnes sous le seuil de pauvreté    | 27,6 %   | 12,3 %     |
| Diplômés du lycée                      | 49,1 %   | 87,0 %     |
| Diplômés de l'université               | 6,7 %    | 30,3 %     |

## Source
- (en) Cet article est partiellement ou en totalité issu de l’article de Wikipédia en anglais intitulé « Lennox, California » (voir la liste des auteurs).

1. ↑  (en) « Lennox, CA Population - Census 2010 and 2000 », sur censusviewer.com.
2. ↑  (en) « Population of California - Census 2010 and 2000 », sur censusviewer.com.
3. ↑  (en) « Language spoken at home by ability to speak English for the population 5 years and over », sur factfinder.census.gov.
4. ↑  (en) « U.S. Census Bureau QuickFacts: Lennox CDP, California; UNITED STATES », sur www.census.gov (consulté le 22 janvier 2019).